# Marignana
Marignana je naselje in občina v francoskem departmaju Corse-du-Sud regije - otoka Korzika. Leta 1999 je naselje imelo 101 prebivalca.

## Geografija
Kraj leži v zahodnem delu otoka Korzike, 68 km severno od središča Ajaccia.

## Uprava
Občina Marignana skupaj s sosednjimi občinami Cargèse, Cristinacce, Évisa, Osani, Ota, Partinello, Piana in Serriera  sestavlja kanton Deux-Sevi s sedežem v Piani. Kanton je sestavni del okrožja Ajaccio.